# كنغة (موسيقى)

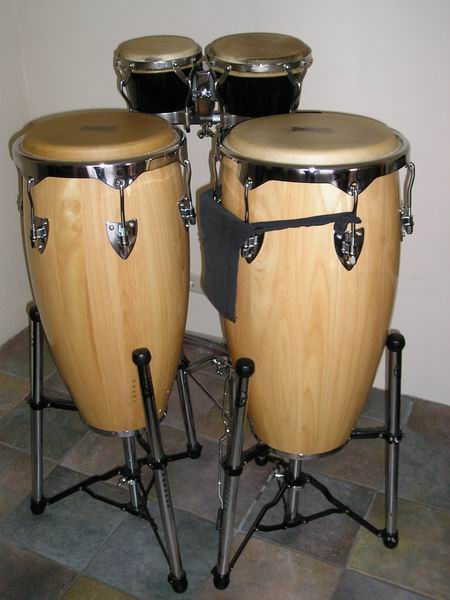
الطبول التي تستخدمها المجموعات الموسيقية.

يشير مصطلح الكُنْغَة إلى المجموعات الموسيقية الموجودة داخل المهرجانات الكوبية والموسيقى التي يعزفونها. الكُمبَرسات (Comparsas) هي مجموعات كبيرة من الموسيقيين والمغنيين والراقصين الذين يرتدون زيًا خاصًا وتصميم الرقصات التي تقدم عروضها في كرنفالات الشوارع في شنت ياقب الكوبية وهافانا.